# John Orloff
John Orloff é um roteirista americano.

## Vida e carreira
Orloff começou na indústria cinematográfica como assistente de direção do filme Life Sold Separately de 1997. Embora tenha estudado Letras na Universidade da Califórnia, Los Angeles, ele passou a trabalhar numa empresa de publicidade, e as produtoras não estariam interessadas na contratação de jovens escritores, embora ele fosse um membro de um grupo informal escritores por quinze anos. Depois de dez anos trabalhando em comerciais, ele conheceu uma executiva de desenvolvimento, agora sua esposa, da rede de televisão HBO. Cansado de levar roteiros horríveis para sua casa, Orloff decidiu escrever o seu próprio, um melodrama que se passa no século 16 baseado nas peças de William Shakespeare, que acabou sendo enviado para Tom Hanks e Steven Spielberg. Eles não estavam interessados em produzir o seu projeto, mas Hanks perguntou a Orloff, um aficcionado pela "II Guerra Mundial", se queria juntar-se a equipe de roteiristas da minissérie Band of Brothers, que Hanks e Spielberg criaram. Band of Brothers lhe rendeu uma indicação ao Emmy por Roteiro para Minissérie, Filme ou Especial, compartilhado com os outros escritores, e um prêmio Christopher, partilhado com os outros membros da produção.
Em 2003, a Warner Bros pagou US$500.000 pelos direitos de filmagem das memórias de Mariane Pearl intitulado A Mighty Heart, e Orloff foi contratado para escrever o roteiro adaptado mais de um ano depois de adquirir os direitos de filmagem. O seu roteiro para o filme rendeu-lhe uma indicação ao Independent Spirit Award de Melhor Primeiro Roteiro.
Orloff apareceu como palestrante no New Orleans National World War II Museum's Second International World War II Conference em abril de 2008, da qual o tema foi "Real To Reel: Segunda Guerra Mundial em Filmes, cinejornais e documentários".
Orloff também colaborou com Tom Hanks e Michael Mann em um projeto sobre Julius Caesar intitulado César, e adaptou para o cinema o livro infantil Legend of the Guardians, que está sendo dirigido por Zack Snyder e está previsto para ser lançado 24 de setembro 2010.
Anônimo, o novo filme de Orloff, sobre a questão da autoria de Shakespeare, está sendo filmando atualmente sob a direção de Roland Emmerich, e estrelado por Vanessa Redgrave e Rhys Ifans, e será lançado em 2011.
Orloff também escreveu uma adaptação do romance de ficção científica The Martian Chronicles por Ray Bradbury. Ele está adaptando "How Starbucks Saved My Life", do diretor Gus Van Sant e do ator Tom Hanks.